# Tapinocephalus
Tapinocephalus (лат.) — вымерший род крупных растительноядных диноцефалов, обитавших в среднем пермском периоде на территории современной Южной Африки. Валидным считается только типовой вид — Tapinocephalus atherstonei.

## Описание

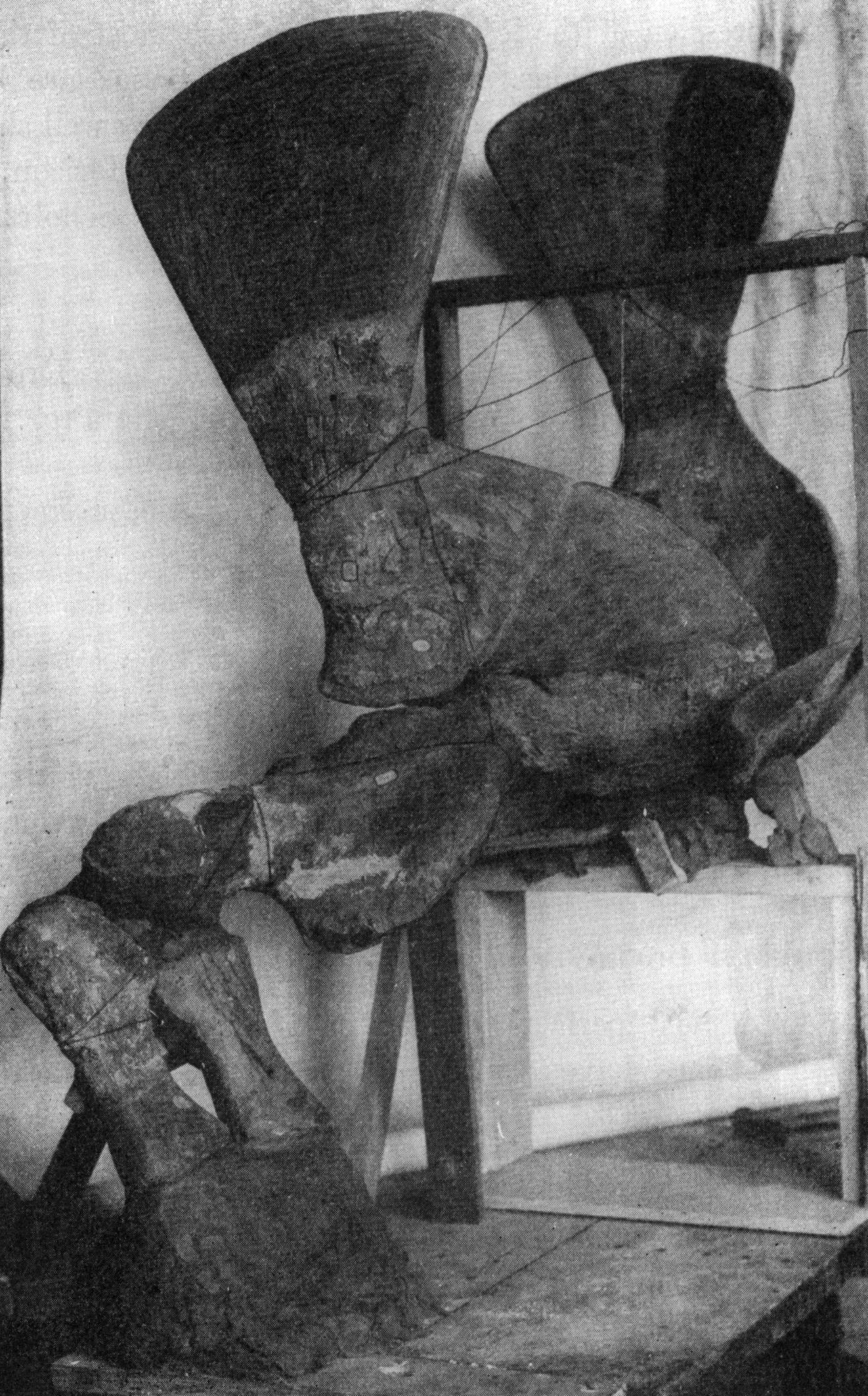
Плечевой пояс и передняя конечность Tapinocephalus atherstonei, образец 5611

Эти коренастые животные с бочкообразным телом характеризуются массивной костной крышей черепа и коротким хрупким рылом. Считается, что, как и остальные представители семейства, Tapinocephalus «бодались» со своими сородичами, возможно, из-за территории или брачных партнёров. При жизни эти диноцефалы достигали более 3 м в длину и весили около 1,5-2 т, благодаря чему являлись одними из крупнейших животных своей эпохи.
Tapinocephalus atherstonei известен по находкам черепов и посткраниальных костей. Череп большой, с сильно утолщённой крышей, массивными костными лобными костями и коротким хрупким рылом, как у мосхопса.

## Распространение
Ископаемые остатки (череп и посткраниальные элементы) Tapinocephalus известны из нижних, средних и верхних слоёв зоны Tapinocephalus (кептенский ярус) группы Бьюфорт, Кару, Южная Африка.

## Таксономия
Taurops признан синонимом рода Tapinocephalus. Phocosaurus megischion — ещё один синоним. Это животное отличается от Tapinocephalus только тем, что переход от лобных костей к рылу не столь резкий.